# 6-я общевойсковая армия
6-я общевойсковая Краснознамённая армия (сокр. 6 ОА, в/ч 31807) — оперативное объединение Рабоче-крестьянской Красной и Советской армий до, во время и после Великой Отечественной войны и ВС РФ.
Штаб размещается в поселке Агалатово Ленинградской области.

## Предыстория
31-й стрелковый корпус образован в мае 1939 г. в Дальневосточном военном округе со штабом в городе Ворошиловске. В мае 1941 г. передан в состав Киевского особого военного округа. С началом Великой Отечественной войны корпус принимал участие во Львовско-Луцкой и Коростеньской оборонительных операциях, участвовал в нанесении контрудара южнее Ровно и вел тяжёлые оборонительные бои в Коростенском укреплённом районе.
25 сентября 1941 г. корпус был расформирован, а затем вновь сформирован в мае 1943 г. в составе 26-й армии Карельского фронта. Вел бои на Кестеньгском направлении. В августе 1944 г. выведен в район Кандалкши и передан в 14-ю отдельную армию.
Находясь в составе 14-й отдельной армии, 31-й стрелковый корпус принимал активное участие в Петсамо-Киркенесской наступательной операции. За 11 дней, ведя бои с сильными арьергардами противника в трудных условиях местности, на ходу восстанавливая совершенно разрушенную единственную дорогу, корпус прошел около 150 км. Он овладел важными районами Маятало, Наутси, Виртаниэми и 2 ноября, после освобождения от гитлеровцев приозерного района Мустола, перешел к обороне.

## Первое формирование
На базе полевого управления 31-го стрелкового корпуса (31 ск), в январе — апреле 1952 года, в городе Мурманск была сформирована 6-я армия, на основании директивы Военного Министра СССР № орг/1/7813, от 5 января 1952 года. Формирование вошло в состав Северного военного округа (СВО). В марте 1960 года, в связи с упразднением СВО, объединение передано в состав Ленинградского военного округа (ЛенВО).
С 23 июля 1960 года полевое управление 6-й армии в городе Мурманске расформировано, а на базе упразднённого управления Северного военного округа было сформировано управление 6-й армии в городе Петрозаводске. Указом Президиума Верховного Совета СССР от 15 января 1974 г. № 5365-УШ 6-я общевойсковая армия награждена орденом Красного Знамени.
В 1974 году, за успешный ратный труд личного состава, Указом Президиума Верховного Совета СССР № 5365-УШ, от 15 января 1974 года 6-я армия награждена орденом Красного Знамени, то есть стала Краснознамённой. В период развала Союза ССР были проведены организационно-штатные мероприятия по оптимизации ВС России, с учётом «фланговых ограничений» готовящегося к заключению «Договора об ограничении обычных вооруженных сил в Европе», и в течение 1998 года управление 6-й армии было расформировано, а её части, соединения, учреждения и другое переподчинены штабу ЛВО, с проведением сокращения вооружения и военной техники.
После проведенных в течение 1998 года организационных мероприятий управление 6-й армии было расформировано, а её соединения и воинские переподчинены штабу Ленинградского военного округа (ЛВО).

## Второе формирование
Управление 6-й общевойсковой армии вновь было сформировано на основании директивы Министра обороны РФ от 9 августа 2010 года № 012. Штаб армии располагается в Санкт-Петербурге.

## Вторжение на Украину
В 2022 года участвует во вторжении на Украину. С 24 февраля 6-я армия вела наступление на Харьков.

## Подчинение
В периоды своего существования армия входила в состав следующих объединений:
Киевский Особый военный округ

Юго-Западный фронт

Южный фронт

Воронежский фронт

1-й Украинский фронт

Ленинградский военный округ

## Состав

### 1952—1988
В состав 6 ОА, в различное время входили:
- 45-я Печенгская стрелковая дивизия, в 1957 году, переименованная в 131-ю мотострелковую дивизию, дислоцированная в посёлке Печенга;
- 67-я стрелковая дивизия, впоследствии переименованная в 115-ю мотострелковую дивизию;
- 54-я мотострелковая дивизия (бывшая 341-я стрелковая и 54-я стрелковая дивизии), дислоцированная в районе Кандалакши, Алакуртти;
- 111-я мотострелковая дивизия (бывшая 367-я стрелковая дивизия), дислоцировавшаяся в районе Сортавалы, Лахденпохьи (с 1960 года);
- 161-я армейская пушечная артиллерийская Киркенесская Краснознамённая бригада;
- 131-й гвардейский Свирский Краснознамённый, ордена Красной Звезды миномётный дивизион;
- 745-й отдельный зенитно-артиллерийский дивизион;
- 12-й отдельный полк связи;
- 157-й армейский тяжёлый танкосамоходный полк;
- другие части, учреждения и так далее.

### 1988
- Управление командующего, штаб и 13-я отдельная рота охраны и обеспечения (г. Петрозаводск);

- 54-я мотострелковая Краснознамённая дивизия (п. Алакуртти);
- 111-я мотострелковая Краснознамённая дивизия (г. Сортавала);
- 131-я мотострелковая Печенгская ордена Кутузова дивизия (пгт Печенга);
- 16-я мотострелковая дивизия кадра (г. Петрозаводск);
- 109-я мотострелковая дивизия кадра (п. Алаккуртти);
- 116-я мотострелковая дивизия кадра[a] (п. Северное Нагорное)
- 6-я ракетная бригада (г. Кандалакша)
- 271-я зенитная ракетная бригада (п. Лупче-Савино)
- 53-я бригада материального обеспечения (г. Петрозаводск)
- 5-й пушечный артиллерийский полк (п. Луостари-1)
- 182-й реактивный артиллерийский полк (г. Кандалакша)
- 1450-й разведывательный артиллерийский полк (п. Луостари)
- 133-й отдельный радиотехнический полк ОсНаз (Лахденпохья)
- 12-й отдельный полк связи (г. Мурманск)
- 977-й отдельный батальон РЭБ (Лахденпохья)
- 49-й отдельный радиотехнический батальон ПВО (г. Петрозаводск)
- 1179-й отдельный десантно-штурмовой батальон (г. Петрозаводск)
- 258-я отдельная вертолётная эскадрилья (Луостари)
- 274-я отдельная эскадрилья беспилотных средств разведки (г. Кандалакша)
- 840-й отдельный инженерно-саперный батальон (п. Дровяное)
- 5-й отдельный батальон химической защиты (г. Медвежьегорск)
- 595-й отдельный батальон засечки и разведки (г. Медвежьегорск)
- 67-й отдельный автомобильный батальон (п. Северное Нагорное)
- 3957-я ремонтно-восстановительная база (г. Петрозаводск)
- 4182-я армейская ремонтно-восстановительная база (ст. Пинозеро)
- узел связи (г. Петрозаводск)
- 5186-я база хранения военной техники[b] (г. Петрозаводск);

Всего: 40 Т-55, 39 ПТ-76, 12 Град, 96 МТ-ЛБ, 21 БТР-50ПУ, 6 Р-145БМ, 1 Р-156, 4 МТУ

### 2025
- Управление армии, в/ч 31807 (п. Агалатово):[5]
- 68-я гвардейская мотострелковая Севастопольская Краснознамённая дивизия имени Латышских стрелков, в/ч 29760 (г. Луга)
- 69-я гвардейская мотострелковая Красносельская ордена Ленина, Краснознамённая дивизия, в/ч 02511 (п. Каменка)
- 9-я гвардейская артиллерийская Келецко-Берлинская орденов Кутузова, Богдана Хмельницкого, Александра Невского и Красной Звезды бригада, в/ч 02561 (г. Луга)
- 26-я ракетная Неманская Краснознамённая, орденов Суворова, Кутузова и Александра Невского бригада, в/ч 54006 (г. Луга)
- 5-я зенитная ракетная бригада, в/ч 74429 (п. Горелово и г. Ломоносов)
- 95-я отдельная Ленинградская Краснознамённая бригада управления имени 50-летия образования СССР, в/ч 13821 (п. Горелово)
- 30-й гвардейский инженерно-сапёрный полк[6], в/ч 31810 (д. Керро)
- 6-й полк радиационной, химической и биологической защиты, в/ч 12086 (п. Сапёрное)
- 49-й отдельный батальон РЭБ;
- 232-й отдельный радиобатальон ОсНаз;
- 69 отдельный ремонтно-восстановительный батальон (Ленинградская область)[7];
- 15-я отдельная рота специального назначения.
- 132-й командный разведывательный центр, в/ч 23305 (д. Чёрная Речка);

## Командование

### Командующие армией
- Колпакчи, Владимир Яковлевич, генерал-полковник (2.04.1952 — 05.1954)
- Стученко, Андрей Трофимович, генерал-полковник (19.06.1954 — 19.11.1955)
- Баринов, Давид Маркович, генерал-лейтенант (20.11.1955 — 26.06.1958)
- Лосик, Олег Александрович генерал-лейтенант танковых войск (27.06.1958 — 8.06.1964)
- Куликов, Виктор Георгиевич, генерал-лейтенант (8.06.1964 — 4.05.1967)
- Бахметьев, Иван Андреянович, генерал-лейтенант (5.05.1967 — 12.05.1970)
- Волошин, Иван Макарович, генерал-лейтенант (13.05.1970 — 19.04.1974)
- Кулишев, Олег Фёдорович, генерал-лейтенант (20.04.1974 — 26.06.1975)
- Дёмин, Вениамин Аркадьевич, генерал-лейтенант (20.04.1974 — 6.02.1978)
- Андресян, Грач Амаякович, генерал-лейтенант (1978—1981)
- Миронов, Валерий Иванович, генерал-лейтенант (1986—1988)
- Ковалёв, Леонид Илларионович, генерал-майор (1988 — 10.1989)
- Шпак, Георгий Иванович, генерал-лейтенант (10.1989 — 10.1991)
- Якубов, Юрий Николаевич, генерал-лейтенант (10.1991 — 06.1994)
- Болдырев, Владимир Анатольевич, генерал-лейтенант (06.1994 — 09.1996)
- Сухарев, Вячеслав Иванович, генерал-лейтенант (09.1996 — 08.1998)
- Устинов, Евгений Алексеевич, генерал-лейтенант (01.2011 — 04.2013)
- Кураленко, Сергей Васильевич, генерал-лейтенант (05.2013 — 12.2015)
- Кузьменко, Андрей Владимирович, генерал-лейтенант (06.02.2016 — 02.2019[8][9])
- Ершов, Владислав Николаевич, генерал-лейтенант, (02.2019 — 09.2022)
- Перязев, Александр Васильевич, генерал-лейтенант, (2023)
- Стороженко, Сергей Иванович, генерал-лейтенант (с 2023)

### Начальники штаба армии
- Голубев, Аркадий Дмитриевич, полковник, с августа 1953 генерал-майор (10 марта 1952 — 10 декабря 1954)
- Никишин, Иван Максимович, генерал-майор (27 декабря 1954 — 15 мая 1957)
- Марущак, Фёдор Константинович, полковник, с февраля 1958 генерал-майор (15 мая 1957 — 12 мая 1959)
- Белецкий, Иван Ильич полковник, с мая 1960 генерал-майор, с февраля 1968 генерал-лейтенант (12 мая 1959 — 17 июня 1968)
- Гринкевич, Дмитрий Александрович, генерал-майор (17 июня 1968 — 24 мая 1972)
- Олейников, Георгий Александрович, генерал-майор (24 мая 1972 — ?)